# والاتا
والاتا (به ایتالیایی: Vallata) یک کومونه در ایتالیا است که در استان آولینو واقع شده‌است. والاتا ۴۷٫۶۷ کیلومتر مربع مساحت و ۲٬۹۳۰ نفر جمعیت دارد و ۸۷۰ متر بالاتر از سطح دریا واقع شده‌است.